# مقياس (كيمياء)
مقياس (كيمياء) تدور هذه المقالة حول حجم (الكتلة النسبية أو الحجم) للعمليات الكيميائية. بالنسبة للأجهزة أو أجهزة تحديد الوزن، راجع ميزان.

الرسوم المتحركة التي توضح آثار معلمة المقياس على توزيع الاحتمالات المدعوم على الخط الحقيقي الإيجابي.

يشير حجم العملية الكيميائية إلى النطاقات التقريبية في كتلة أو حجم التفاعل الكيميائي أو العملية التي تحدد الفئة المناسبة من الأجهزة والمعدات الكيميائية المطلوبة لإنجازها، والمفاهيم والأولويات والاقتصادات التي تعمل في كل منها. في حين أن المصطلحات المحددة المستخدمة-وحدود الكتلة أو الحجم التي تنطبق عليها-يمكن أن تختلف بين صناعات محددة، استخدمت المفاهيم على مدى واسع عبر الصناعة والمجالات العلمية الأساسية التي تدعمها. لا علاقة لاستخدام مصطلح "المقياس" بمفهوم الوزن؛ بل يرتبط بالمصطلحات المشابهة في الرياضيات (على سبيل المثال، التحجيم الهندسي، وتحويل خطي الذي يوسع أو يقلص الأشياء، ومعلمات المقياس في نظرية الاحتمال)، وفي المجالات التطبيقية (على سبيل المثال، في تحجيم الصور في عمارة وهندسة وعلم رسم الخرائط وما إلى ذلك).
من الناحية العملية، يتعلق حجم العمليات الكيميائية أيضا بالتدريب المطلوب لتنفيذها، ويمكن تقسيمها تقريبا على النحو التالي:
- الإجراءات التي أُجريت على نطاق المختبر، والتي تنطوي على أنواع الإجراءات المستخدمة في مختبرات التدريس والبحث الأكاديمي في تدريب الكيميائيين وفي أماكن كيمياء الاكتشاف في الصناعة،[1]
- العمليات على نطاق المصنع التجريبي، على سبيل المثال، التي يقوم بها كيميائيو العمليات، والتي، على الرغم من أنها في أدنى درجات عمليات التصنيع، إلا أنها أكبر بمقدار 200 إلى 1000 ضعف من المقياس المختبري، وتستخدم لتوليد معلومات عن سلوك كل خطوة كيميائية في العملية قد تكون مفيدة لتصميم مرفق الإنتاج الكيميائي الفعلي؛
- مجموعة من الإجراءات على مدى مقاعد البدلاء المتوسطة، أكبر من 10 إلى 200 ضعف من مختبر الاكتشاف، وأحيانا يتم إدخالها بين الاثنين السابقين؛
- العمليات على نطاق العرضي والإنتاج على نطاق واسع، والتي يتم تحديد أحجامها من خلال طبيعة المنتج الكيميائي، والتقنيات الكيميائية المتاحة، وسوق المنتج، ومتطلبات التصنيع، حيث يكون الهدف الأول هو حرفيُا إظهار الاستقرار التشغيلي لإجراءات التصنيع المتقدمة على مدى فترات طويلة (من خلال تشغيل مجموعة معدات التصنيع بأسعار الأعلاف المتوقعة للإنتاج التجاري).

على سبيل المثال، تضمن إنتاج فئة ستربتوميسين من المضادات الحيوية، التي جمعت بين تقانة حيوية وهندسة كيميائية، استخدام تخمر صناعي 130.000 لتر، وهو مقياس تشغيلي أكبر بنحو مليون ضعف من قوارير الهز الميكروبية المستخدمة في الدراسات المختبرية المبكرة.
وكما لوحظ، يمكن أن تختلف التسميات بين قطاعات التصنيع؛ وتستخدم بعض الصناعات مصطلحات المقياس المصنع التجريبي ومصنع العرض التوضيحي بالتبادل.
بصرف النظر عن تحديد فئة الأجهزة والمعدات الكيميائية المطلوبة في كل مقياس، والمفاهيم والأولويات والاقتصادات التي يتم الحصول عليها، ومجموعات المهارات التي يحتاجها العلماء الممارسون في كل منها، يسمح تحديد المقياس بالعمل النظري قبل عمليات المصنع الفعلية (على سبيل المثال، تحديد معلمات العملية ذات الصلة المستخدمة في المحاكاة العددية لعمليات الإنتاج واسعة المدى)، ويسمح بالتحليلات الاقتصادية التي تحدد في نهاية المطاف كيفية استمرار التصنيع.
إلى جانب خبرات الكيمياء والبيولوجيا المشاركة في توسيع نطاق التصاميم والقرارات، تشارك جوانب متنوعة من هندسة العمليات والنمذجة الرياضية والمحاكاة وبحوث العمليات.

## إنظر أيضًا
- كيمياء دوائية
- هندسة كيميائية
- هندسة العمليات
- بحوث العمليات